# Tate Liverpool
Tate Liverpool – galeria sztuki mieszcząca się w Liverpoolu i należąca do sieci czterech galerii Tate (Tate Britain i Tate Modern w Londynie, Tate St Ives w Kornwalii). Całość Tate Collection jest również dostępna online.
Tate Liverpool została otwarta w 1988. Wystawia wybrane eksponaty z narodowej kolekcji międzynarodowej sztuki nowoczesnej. Mieści się w przystosowanym na potrzeby wystawowe zabytkowym magazynie w Albert Dock.
Niektóre prace, które można zobaczyć w Tate Liverpool:
- Auguste Rodin Pocałunek, 1901-04
- Pierre Bonnard Kąpiel, 1925
- Pablo Picasso Płacząca kobieta, 1937
- Piet Mondrian Kompozycja z żółtym, niebieskim i czerwonym, 1937-42.